# Luciano Capdevila
Luciano Capdevila – piłkarz paragwajski, napastnik, pomocnik.
Jako piłkarz klubu Cerro Porteño wziął udział w turnieju Copa América 1922, gdzie Paragwaj został wicemistrzem Ameryki Południowej. Capdevila zagrał we wszystkich pięciu meczach - z Brazylią, Chile, Urugwajem, Argentyną i w decydującym o mistrzostwie barażu z Brazylią.
Rok później wziął udział w turnieju Copa América 1923, gdzie Paragwaj zajął trzecie miejsce. Capdevila zagrał we wszystkich trzech meczach - z Argentyną, Urugwajem i Brazylią.
Następnie wziął udział w turnieju Copa América 1924, gdzie Paragwaj ponownie zajął trzecie miejsce. Capdevila zagrał we wszystkich trzech meczach - z Argentyną, Urugwajem i Chile.